# Lophothygater aculeata
Lophothygater aculeata är en biart som beskrevs av Urban 1999. Lophothygater aculeata ingår i släktet Lophothygater och familjen långtungebin. Inga underarter finns listade i Catalogue of Life.